# 하칸 레치베르
하칸 레치베르(튀르키예어: Hakan Reçber, 1999년 8월 17일~)는 튀르키예의 태권도 선수이다. 2020년 하계 올림픽 남자 68kg급에서 동메달을 획득했으먀 2023년 세계 선수권 대회에서 우승을 차지했다.